# SMS Schwaben
O SMS Schwaben foi um couraçado pré-dreadnought operado pela Marinha Imperial Alemã e a quarta embarcação da Classe Wittelsbach, depois do SMS Wittelsbach, SMS Wettin e SMS Zähringen, seguido pelo SMS Mecklenburg. Sua construção começou em setembro de 1900 no Estaleiro Imperial de Wilhelmshaven e foi lançado ao mar em agosto do ano seguinte, sendo comissionado em abril de 1904. Era armado com uma bateria principal composta por quatro canhões de 238 milímetros montados em duas torres de artilharia duplas, tinha um deslocamento carregado de mais de doze mil toneladas e alcançava uma velocidade máxima de dezoito nós (33 quilômetros por hora).
O Schwaben passou praticamente toda sua carreira em tempos de paz atuando como um navio-escola de artilharia, servindo na Esquadra de Treinamento. Ele mesmo assim participou frequentemente das manobras de exercícios em grande escala que a frota alemã realizava anualmente. A Primeira Guerra Mundial começou em 1914 e o Schwaben foi mobilizado como navio de defesa de costa junto com seus irmãos, patrulhando o Mar do Norte e o Mar Báltico. A ameaça de submarinos britânicos o fez retornar para seus deveres de navio-escola. Depois da guerra foi mantido pela sucessora Marinha do Império, sendo reativado brevemente como um depósito flutuante. Foi desmontado em 1921.